# Jaromír Herle
Jaromír Herle (23. srpna 1872 Moravské Budějovice – 30. listopadu 1945 Praha) byl český hudební skladatel a sbormistr.

## Život
V dětství byl žákem Josefa Förstera (klavír) a Karla Förstera(housle). Byli to děd a strýc Josefa Bohuslava Foerstera. Ve čtrnácti letech byl přijat na varhanickou školu v Praze, studoval u Františka Zdeňka Skuherského.
U svého strýce, hudebního nakladatele Františka Augustina Urbánka se seznámil s předními českými hudebními skladateli: Antonínem Dvořákem, Zdeňkem Fibichem, Karlem Bendlem, Josefem Bohuslavem Foersterem aj.
Po absolvování školy, až do roku 1894, hrál na housle a lesní roh ve vojenské hudbě 28. pěšího pluku v Praze. Odešel do Srbska a stal se na další čtyři roky učitelem zpěvu na gymnáziu v Šabaci. Zde získal i první zkušenosti sbormistra smíšeného pěveckého sboru.

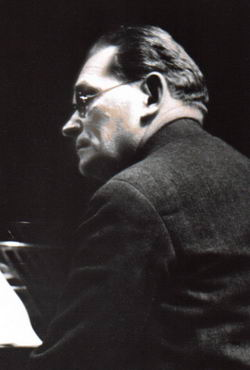
Jaromír Herle během vystoupení

Od roku 1898 působil v souboru Dvorní opery ve Vídni. Nejprve jako sborový zpěvák, ale hned následujícího roku se stal zástupcem sbormistra. Byl rovněž sbormistrem vídeňských pěveckých sdružení Lumír a Slovanský zpěvácký spolek. S Lumírem ve Vídni provedl kantátu Svatební košile Antonína Dvořáka (1911), Bouři Vítězslava Nováka (1913), Českou píseň Bedřicha Smetany a Stabat Mater Josefa Bohuslava Foerstera. Ve Vídní nastudoval i Prodanou nevěstu Bedřicha Smetany a další české opery.
Po vzniku Československé republiky se vrátil do Prahy a působil jako ředitel kůru,zpěvák, sbormistr a varhaník v řadě pražských chrámů. Ve spolupráci s vídeňskou Dvorní operou a sborem Lumír však pokračoval až do roku 1921.
Vyvrcholením jeho kariéry se stal rok 1921, kdy byl jmenován sbormistrem Národního divadla, dirigentem činoherního orchestru a sbormistrem pražského Hlaholu. S tímto souborem provedl v Praze vrcholná díla českého i světového kantátového a oratorního repertoáru. Mimo jiné nastudoval Devátou symfonii Ludwiga van Beethovena, Requiem Hectora Berlioze, Stabat Mater Antonína Dvořáka, či Kantátu o posledních věcech člověka Ladislava Vycpálka.
Jako skladatel komponoval především vokální hudbu: písně, sbory a chrámové skladby.
Jeho vnukem je prof. Jan Hora, významný varhaník a pedagog Pražské konzervatoře a hudební fakulty AMU.

## Dílo

### Písně
- Pět písní, op. 1 – pro jeden hlas s průvodem klavíru;
- Tři písně, op. 3 – pro jeden hlas s průvodem klavíru;
- Tři písně, op. 8 – pro jeden hlas s průvodem klavíru;
- Dvě písně, op. 9 – pro jeden hlas s průvodem klavíru;
- Dvě písně, op. 10 – pro jeden hlas s průvodem klavíru;
- Tvé oko krásné jezero, op. 11 – pro jeden hlas s průvodem klavíru;
- Dvě písně, op. 15 – pro jeden hlas s průvodem klavíru;
- Harfenistka, op. 16 – píseň pro jeden hlas s průvodem klavíru;
- Dvě písně, op. 29 – pro jeden hlas s průvodem klavíru;
- Leise, leise, liebes Vöglein, op. 33 – píseň pro jeden hlas s průvodem klavíru;
- Brači, op. 35 – píseň pro tenor a bas s průvodem klavíru;
- Za pár let, op. 37 – komické dueto pro dva mužské hlasy s průvodem klavíru;
- Šest písní, op. 39 – pro jeden hlas s průvodem klavíru;
- Tři písně, op. 40 – pro jeden hlas s průvodem klavíru;
- Komické duo, op. 41 – pro dva mužské hlasy s průvodem klavíru;
- Zehn Gedichte, op. 43 – píseň pro jeden hlas s průvodem klavíru, 1904;
- Ty tážeš se, op. 46 – píseň pro jeden hlas s průvodem klavíru;
- Ich wollte, op. 49 – píseň pro jeden hlas s průvodem klavíru;
- Sonne und Limbe, op. 50 – pro jeden hlas s průvodem klavíru;
- Když tak stojím, op. 51 – kuplet pro jeden hlas s průvodem klavíru;
- Vzpomínka mladosti, op. 62 – píseň pro jeden hlas s průvodem klavíru;
- Moře lásky, Šumná víla, op. 65 – dvě písně pro jeden hlas s průvodem klavíru, 1921;
- Dvě německé písně, op. 80 – pro jeden hlas s průvodem klavíru;

### Sbory
- Jdi cestou, která leží, op. 4 – mužský sbor;
- Směs srbských národních písní, op. 17 – smíšený sbor, 1895;
- Kosovský sbor a capella, op. 18 – smíšený sbor;
- Chor Srbkyňa, op. 19 – pro čtyři ženské hlasy a capella, 1895;
- Slavuj, Suce selo, Da si mi zdrávo, op. 21 – mužské sbory;
- Sbory s doprovodem orchestru k dramatu Car Lazar, op. 24 (Bože věčný, Ubojné trubé, Srbija, zeta, Blagoslovi Bože, 1897);
- Tři smíšené sbory a capella, op. 26 – srbské duchovní sbory;
- Dvě písně pro smíšený sbor a capella (Šarentica, Při luni)
- Dobrou noc, op. 27 – čtyřhlasý ženský sbor s průvodem klavíru, 1897;
- Hymna Zástavi, op. 28 – smíšený sbor a capella;
- Hymna Šabaškog pevačkog družstva, op. 30 – smíšený sbor a capella;
- Čtyři slovácké písničky (Kde si bola, Od Oravy, Já som bača, Hraj mi srpok), op. 31 – mužské sbory;
- 4 příležitostné hymny, op. 32 (Hymna Reisingra, Hymna Pácala, Hymna Karla Zemana, Hymna arcipovedeného Vlasáka) – mužské sbory;
- Omladinsko kolo, op. 34 – smíšený sbor a capella;
- Vlasákovo vidění, op. 36 – mužský sbor a sóla z příležitostné opery ve dvou jednáních s průvodem klavíru a harmonia;
- Přípitek k padesátiletí panu stavebnímu radovi E. Sychrovskému, op. 42 – mužský sbor;
- Dva německé mužské sbory, op. 44 (Frühling, Blüthen – pro Lumír);
- Dva slavnostní sbory, op. 45 (Lumíru ku čtyřicetiletí, Slovanské Besedě ku čtyřicetiletí) – mužské sbory;
- Dem Kühner zum Abschied, op. 47 – mužský sbor pro čtyři druhé tenory;
- Dva sbory, op. 52 (V té naší zahrádce, Andulinko) – mužské sbory, 1909;
- Za právo své – pro dělnické jednoty vídeňské, op. 53 – mužský sbor;
- Beatus vir (Blažen ten), op. 59 – úprava Nálady č. 8 z Nálady, dojmy a upomínky, op. 44 Zdeňka Fibicha pro soprán, sólové housle, sólový smíšený sbor a dvě lesní rohy;
- Česká muzika – pro zpěvácký spolek pražských typografů, op. 67 – mužský sbor, 1912;
- Žnečka, op. 86 – smíšený sbor;

### Chrámové skladby
- Introitus pro smíšený sbor a offertorium pro sólový baryton a varhany, op. 5;
- Mše, op. 6 – pro smíšený sbor a varhany;
- Ave Maria, op. 7 – pro smíšený sbor a capella;
- Ave Maria, op. 12 – pro dva soprány a baryton s průvodem varhan;
- Graduále pro soprán a baryton s průvodem varhan neb s orchestrem, op. 38;
- Missa in F pro soli, smíšený sbor a orchestr, op. 48;
- Antiphona Da Pacem in Domini pro mužský sbor a capella, op. 56;
- Ave Maria pro soprán a varhany neb smyčcový orchestr a lesní rohy, op. 57;
- Dvě Pange lingua pro smíšený sbor a capella nebo s průvodem orchestru, op. 66;
- Requiem pro soli, smíšený sbor, orchestr a varhany, op. 68 – 1924;
- Dvě vložky pro řeholní sliby, smíšené sbory a capella, op. 70;
- Graduale Gloria et honore, op. 71 – pro smíšený sbor s průvodem žesťů, eventuálně varhany;
- Dvě Pange Lingua, op. 72 – upraveno z Nálady, dojmy a upomínky, op. 44 Zdeňka Fibicha pro smíšený sbor a capella;
- Pange Lingea, op. 73 – pro smíšený sbor a capella a sólistu;
- Ecce sacerdos magnus, op. 74 – pro smíšený sbor a capella nebo s varhany;
- O salutaris hostia, op. 75 – upraveno z Nálady, dojmy a upomínky, op. 44 Zdeňka Fibicha pro soprán sólo, housle sólo, smíšený sbor, orchestr a varhany;
- O salutaris hostia, op. 76 – pro alt sólo, smíšený sbor a varhany;
- Beata es (Jsi blažený), op. 77 – pro dva soprány a alt sólo, housle sólo, smyčcový orchestr a dva lesní rohy;
- Poem (Pax tecum), op. 78 – upraveno z Nálady, dojmy a upomínky, op. 44 Zdeňka Fibicha pro alt sólo, housle sólo, smíšený sbor, smyčcový orchestr a dva lesní rohy;
- Benedicta et…, op. 79 – pro mezzosoprán sólo, smyčcový orchestr, dva lesní rohy a varhany;
- Mše D dur pro soli, smíšený sbor, orchestr a varhany, op. 81 – 1929;
- Te Deum pro soprán sólo, smíšený sbor, orchestr a varhany, op. 82 – 1930;
- Mše c moll pro soli, smíšený sbor, plný smyčcový orchestr a varhany, op. 83 – 1931;
- Mše fis moll, op. 84 – 1932;
- Mše e moll – 1939.

### Instrumentální skladby
- Menuett, op. 2 – pro housle a klavír, totéž pro dvoje housle, klavír a harmonium;
- Směs slovanských písní a tanců, op. 20 – pro houslový sbor, violu a klavír;
- Dvě srbské národní písně pro troje housle a violu, op. 22;
- Srbská fantasie pro houslový sbor, violu a klavír, op. 23;
- Patnáct národních tanečků pro klavír nebo malý orchestr, op. 55;
- Vzpomínání pro klavír sólo, op. 60 – vydal Mojmír Urbánek 1920;
- Drahušce k narozeninám pro klavír sólo, op. 61;
- Fuga na velikonoční Alleluja pro varhany sólo, op. 63 – 1920.